# 少女之心
《少女之心》，又名《少女的心》或《曼娜回忆录》，是著名的文革手抄本小说，作者不详，大约于1974年开始大规模传抄、流通。讲述主人公曼娜和表哥少华、同学林涛之间的爱情故事，是文革时期社会上流传广泛的一本色情小说。
另外，据不少读者回忆，《曼娜回忆录》并非《少女之心》的别名。《少女之心》与《曼娜回忆录》在最初是完全不同的两本书。

## 内容简介
由于是手抄本，所以实际上《少女之心》并没有唯一的版本。但根据多个版本的内容综合，可得出大致的故事轮廓。

### 版本1
女主角曼娜因为成绩不好，高中毕业后进入体育学院。放假的时候，她回到了珠三角的家乡。这时她认识了从福建过来度假的表哥少华，在交往过程中，双方产生性冲动，继而发生性关系。暑假结束后少华接到通知回到苏联学习。两年后，曼娜升到了三年级，认识了系里的同学林涛。二十二岁时，两人结婚，故事花大段落描述二人做爱的情节。曼娜后来怀上双胞胎，林涛却病故。曼娜的双胞胎出生后她又再婚，而那对双胞胎女儿在进入青春期后，也经常和继父做“难以启齿”的事情。
整个故事将着力点放在曼娜与少华的第一次及与林涛的第一次。

### 版本2
女主角黄永红十六岁时，发现母亲出轨，她将大字报贴到了学校门口。可在妈妈被捕后，她发现身边所有人，包括爸爸和弟弟对她就像仇人。黄永红陷入深深的孤独和迷惘之中。这时她的同学李国华给了她不少安慰，两人逐渐产生感情。他们怀着青春期的好奇与冲动，有了性关系。但李国华的父母坚决反对儿子与黄永红交往。此后一个叫姚大明的大学生闯进了黄永红的生活。
黄永红与姚大明恋爱后，一次与李国华的邂逅，又使旧情复燃。最终两人的地下情被姚大明发现。李国华失手杀死了姚大明，随后自杀。黄永红也被捕入狱，在监狱里，她写了一本回忆录，就是《少女之心》。

## 争议
有文章认为，版本2即最初版本。在涉及性知识、性观念、性体验和性行为的地方，用词适当，并无过度的渲染和色情的描绘。内容其实是“我”在监狱里的交待材料。变态的专案组人员逼迫“我”把发生性行为时的每个细节、每句对话和心理活动仔细地写出来，然后非法传播、传抄出去，开始取名为《坏女人》，最后才定名为《少女之心》。这本书在迅速扩散过程中被不断添油加醋，最后成为众所周知的“大毒草”。《少女之心》是讲文革时期人的命运，而抄得很凶的那段‘黄书’ ，其实是从原故事情节演绎出来的，类似于利用《水浒传》的背景和几个人物，另写出一部《金瓶梅》。
另有一种说法称，真正的手抄本《少女之心》是疏忽感情，专门集中笔墨写性事的一篇“作品”，写“我”和“男朋友”的恋爱经过，作者似乎用尽她有限的艺术语汇来讲述她的性恐怖和性经历之后的狂喜，其笔调是夸耀的张扬的（即版本1）而版本2则为90年代的“三流小说，假借手抄本之名以谋求轰动效应”

## 影响
文化大革命时期，书籍缺乏，手抄本盛行，加上《少女之心》含有大量的性描述，吸引了不少人相互传抄，一时间全国风行。
1975年，《少女之心》和《第二次握手》被姚文元定性为反动书籍。《第二次握手》的作者張揚，甚至被“四人帮”逮捕并内定死刑（未执行，文革结束后平反）。被发现阅读、传抄者会受到单位内部处分乃至批斗（文革时期）、劳动教养等处罚，情节严重者甚至会被以流氓罪判刑。
《少女之心》在当时的确造成了一定的负面影响。有读者模仿情节与他人发生性行为（在当时同样被视为违法的“流氓行为”），更有甚者在此影响下实施了真正的性犯罪。时至今日仍有观点持此种看法。
1998年《焦点》杂志报道，市面上流传着大量的未有正式书号的《少女之心》印刷本。2004年，曾有人打算再版《少女之心》，却在印刷完成后被禁止出售。
2017年被改编为电影《初恋的滋味》，吴宣仪主演，未上映。